# Glossosoma conforme
Glossosoma conforme là một loài Trichoptera trong họ Glossosomatidae. Chúng phân bố ở miền Cổ bắc.